# 康應乾
康應乾（1572年—？），字一之，號念東，直隸廣平府鸡泽县人。明朝政治人物。

## 生平
七岁丧父，萬曆二十二年（1594年）甲午順天府鄉試一百五十一名舉人，三十二年（1604年）甲辰科進士，授河南陳州知州，擢南京刑部郎中，歷遷鎮江府知府，庫贮海防銀十余萬，吏役諷以借支，正色拒之。升湖廣按察司常镇道副使，四十三年乙卯丁母憂歸。起補山東副使，兵備遼東海盖道，專司饷務。身督車牛，定妖民吴金祖之亂。萬曆四十七年二月，遼東經略杨镐分兵四路攻遼東努尔哈赤，在萨尔浒之战中，明軍大敗，总兵刘綎所率東路從宽甸出，与清軍代善、皇太极战于阿布达哩冈，刘𬘩战死于阵中，全军覆没。监军道康应乾領步兵合朝鲜兵营于富察旷野处，应乾部下兵皆执筤筅、竹杆长枪，披藤皮甲；朝鲜兵皆披纸甲、柳条盔，枪炮层层布列。当进战之际，明营中枪炮连发，适大风骤起，其烟尘皆返向本营，迷漫昏黑竟无所见。清兵遂发矢冲入，破其二万兵，掩杀殆尽，风尘遂止。康应乾仅以身免，浮海逃歸，萬曆皇帝憐憫不問。後以言者糾摘，下吏議，遂從安置，數年始白其冤，放歸里。